# Don’t Pass Me By
A Don't Pass Me By az angol rockegyüttes, a The Beatles dala az 1968-as azonos címet viselő (vagy más néven Fehér Album) dupla nagylemezről. Egy country rock stílusú dal, amelyet Ringo Starr dobos írt. Ez volt az első saját maga által írt szerzeménye az együttesen belül.
A dalt kislemezként adták ki Skandináviában (ott hibásan Lennon–McCartney szerzeményként hivatkoztak rá), és Dániában 1969 áprilisában a slágerlisták első helyére került.

## Eredete
Starr eljátszotta a saját dalát az együttes többi tagjainak nem sokkal 1962 augusztusi csatlakozása után. Egy interjú során Starr így mesélt a dal keltezésének folyamatáról: "A "Don’t Pass Me By"-t odahaza írtam. Ehhez tudni kell, hogy gitáron is, zongorán is csupán három akkordot tudok lefogni. Éppen a zongorán klimpíroztam, amikor egyszer csak kezdett kialakulni egy dallam, meg eszembe jutott néhány szó is, na, gondoltam ezt be kellene fejezni. Aztán addig ültem, amíg meg nem született a "Don't Pass Me By". Fel is vettük jó countrysan. Nagy érzés volt, hogy lemezre került az első saját szerzeményem! Végig nagyon izgultam, leginkább akkor, amikor az az őrült hegedűs játszotta föl a szólamát, de mindenki nagyon segítőkész volt"
Úgy tűnik, hogy a szám címének legkorábbi nyilvános említése 1964-ben történt, a BBC Top Gear rádióműsorban az And I Love Her bemutatója során. A beszélgetés alkalmával Starr felé azt a kérdést tették fel , hogy írt-e már saját dalokat, amelyre Paul McCartney gúnyos választ adott. Nem sokkal később elénekli a refrén első sorát: "Don’t pass me by, don’t make me cry, don’t make me blue, baby".

## Rögzítése
A dalt négy különálló részben vették fel 1968-ban: június 5-én, 6-án, valamint július 12-én és 22-én. Annak ellenére, hogy az 1964-es interjú adta a mű címét a június 5-i felvételt még a Ringo’s Tune (Untitled), addig 6-ait pedig a Kis barátságos (This Is Some Friendly) jelzővel látták el. A július 12-ei felvételen használták először a jól ismert címet.
A június 6-ai felvételen Starr éneke alatt hallhatóan nyolc ütemet dobolt, és ez hallható az 1987-es album CD-verzióján a 2 perc 30 másodpercnél. A monó hangzás gyorsabb volt, mint a sztereó, és a hegedű más elrendezését tartalmazza a zeneszám végén.
George Martin egy zenekari közjátékot írt a dal bevezetőjeként, de ezt nem használták fel. Végül háttérzene lett a Sárga tengeralattjáró című animációs filmjéhez. 1996-ban a bevezető részt, A Beginning címen, külön számként kiadták az Anthology 3 válogatásalbumon.
Amikor a The Beatles 1969 januárjában, a Twickenham Filmstúdióban tartózkodott a Get Back ülések során George Harrison (,aki nem sokkal korábban meglátogatta Bob Dylan-t és együttesét Woodstock-ban) átadta szakvéleményét Starr-nak és McCartney-nak a dallal kapcsolatban, amely az együttes kedvenc száma volt a Fehér Albumról. Hozzátette, hogy a dal country hangulata "teljesen az ő ízlésük volt", és azt üzente Starr-nak: "Jó üzletet csináltál velük".

## Közreműködött
Ian MacDonald szerint:
- Ringo Starr – duplázott ének, dob, zongora, száncsengő, kolomp, maracas, kongák
- Paul McCartney – zongora, basszusgitár
- Jack Fallon – hegedű

Mindkét zongorát egy Leslie 147 hangszórón rögzítették.

## Feldolgozások
- The Punkles a 2004-es Pistol albumán[8]
- Phish az 1994-es Live Phish Volume 13 albumán[9]
- Ringo Starr a 2017-es  Give More Love albumán

## A Beginning
Az A Beginning egy hangszeres darab, amelyet George Martin komponált, és a Don’t Pass Me By elejéhez készült. Ehelyett háttérzeneként használták fel a The Beatles Sárga tengeralattjáró című rajzfilmjében, és közvetlenül az Eleanor Rigby előtt hallható. Felkerült az Anthology 3 válogatásalbumra, mint egy tervezett "új Beatles-dal", a Now and Then (amelyet a Free as a Bird és a Real Love dalokkal együtt terveztek kiadni) helyett.
Az A Beginning zenéjét George Martin szerezte, és 1968. július 22-én rögzítették, ugyanazzal a zenekarral, mint a Good Night című dal esetében is.

### Közreműködött
- Ismeretlen zenészek: tizenkét hegedű, három brácsa, hárfa, három fuvola, klarinét, kürt, vibrafon, nagybőgő[12]

## Fordítás
Ez a szócikk részben vagy egészben  a   Don't Pass Me By című angol Wikipédia-szócikk fordításán alapul.  Az eredeti cikk szerkesztőit annak laptörténete sorolja fel. Ez a jelzés csupán a megfogalmazás eredetét és a szerzői jogokat jelzi, nem szolgál a cikkben szereplő információk forrásmegjelöléseként.

### Magyar nyelvű
- Bánosi György – Tihanyi Ernő: Beatles zenei kalauz. Az együttzenélés és a szólóévek. 1958–1999. Budapest: Anno Kiadó, 1999. ISBN 963-853-895-3
- Ian Macdonald: A fejek forradalma. A Beatles és a hatvanas évek. (ford. Révbíró Tibor) Budapest: Helikon Kiadó, 2015. ISBN 978-963-227-468-3
- Marsi József: Beatles Kódex – A Beatles együttes teljes életművének enciklopédiája. (bővített kiadás) Budapest: Könyvműhely, 2022. ISBN 978-615-01-5036-9
- The Beatles. Antológia. (szerk. Brian Roylance et al., ford. Árokszállásy Zoltán, Béresi Csilla) Budapest: Kossuth Kiadó, 2001. ISBN 963 09 4258 5

## Külső hivatkozás
Allan W. Pollack megjegyzései a Don’t Pass Me By dalhoz